# Robert Toombs
Robert Augustus Toombs (2 de julho de 1810 – 15 de dezembro de 1885) foi um político americano da Geórgia, figura importante na formação dos Estados Confederados. De origem privilegiada como rico fazendeiro e proprietário de escravos, Toombs iniciou uma carreira política marcada por oratória eficaz, embora também tenha adquirido reputação por vida desregrada, aparência desleixada e irascibilidade. Ele foi identificado com a ala libertária dos secessionistas liderada por Alexander H. Stephens e, em contradição a Jefferson Davis, acreditava que uma guerra civil não era nem inevitável nem possível de ser vencida pelo Sul.
Nomeado Secretário de Estado dos Estados Confederados, Toombs foi contra a decisão de atacar Fort Sumter e renunciou ao gabinete de Davis. Foi comissionado como general-brigadeiro no Exército dos Estados Confederados e ficou ferido na Batalha de Antietam, onde teve desempenho louvável. Durante a Batalha de Columbus em 1865, a relutância de Toombs em usar tiro de metralha contra uma mistura de soldados da União e Confederados resultou na perda de uma ponte crucial na última ação significativa da guerra. Ele evitou a detenção viajando para a Europa. Em seu retorno dois anos depois, recusou-se a pedir perdão e foi eleito com sucesso na Geórgia quando a Era da Reconstrução terminou em 1877.

## Início de vida e educação
Nascido perto de Washington, Geórgia em 1810, Robert Augustus Toombs foi o quinto filho de Catherine Huling e do fazendeiro Robert Toombs. Ele era de ascendência inglesa. Seu pai morreu quando ele tinha cinco anos. Após educação privada, Toombs ingressou no Franklin College da Universidade da Geórgia em Athens quando tinha quatorze anos. Durante seu tempo no Franklin College, Toombs foi membro da Sociedade Literária Demosthenian. Após a universidade repreendê-lo por conduta imprópria em um incidente de jogo de cartas, ele continuou sua educação no Union College, em Schenectady, Nova York. Formou-se lá em 1828. Retornou ao Sul para estudar direito na Faculdade de Direito da Universidade da Virgínia em Charlottesville.

### Casamento e família
Pouco depois de sua admissão na ordem dos advogados da Geórgia, em 18 de novembro de 1830, Toombs casou-se com sua namorada de infância, Martha Juliann ("Julia") DuBose (1813–1883), filha de Ezekiel DuBose e sua esposa do Condado de Lincoln, Geórgia. Eles tiveram três filhos. Lawrence Catlett (1831–1832) morreu de escarlatina. Mary Louisa (1833–1855) casou-se e morreu no parto, junto com seu bebê. Sarah (Sallie) (1835–1866) casou-se com Dudley M. DuBose, um primo distante. Ela morreu de complicações do parto, junto com seu quinto filho Julian.

## Início da carreira jurídica e política
Toombs foi admitido na ordem dos advogados da Geórgia e começou sua prática jurídica em 1830. Ele entrou na política, sendo eleito para a Câmara dos Representantes da Geórgia, onde serviu em 1838. Não conseguiu se reeleger, mas foi eleito novamente no mandato seguinte, servindo de 1840 a 1841. Novamente não conseguiu se reeleger, mas foi eleito em 1842, cumprindo um terceiro mandato não consecutivo de 1843 a 1844.
Toombs conquistou uma cadeira na Câmara dos Representantes dos Estados Unidos em 1844 e seria reeleito várias vezes. Ele serviu vários mandatos na câmara baixa até 1853. Em 1852, a legislatura estadual o elegeu para o Senado dos EUA. Lá, Toombs juntou-se ao seu amigo próximo e colega representante Alexander H. Stephens de Crawfordville, Geórgia. Sua amizade se tornou um poderoso vínculo pessoal e político, e eles efetivamente definiram e articularam a posição da Geórgia sobre questões nacionais nas décadas centrais do século XIX. Toombs, como Stephens, emergiu como um partidário dos direitos dos estados e tornou-se um Whig nacional. Após a dissolução desse partido, Toombs ajudou na criação do efêmero Partido da União Constitucional no início da década de 1850.
Como a maioria dos Whigs, Toombs considerava o Texas como o 28º estado, mas se opôs à Guerra Mexicano-Americana.

## Propriedades de escravos
Toombs e seu irmão Gabriel possuíam grandes plantações e as operavam usando africanos escravizados. Toombs aumentou suas propriedades pessoais de escravos à medida que sua riqueza crescia. Toombs possuía seis escravos em 1840. Em 1850, possuía 17 escravos. Em 1860, ele possuía 16 escravos em sua plantação no Condado de Wilkes, e mais 32 escravos em sua plantação de 3.800 acres no Condado de Stewart, Geórgia às margens do Rio Chattahoochee.
Em 1860, Toombs e sua esposa viviam sem outros membros da família no Condado de Wilkes, Geórgia; no censo daquele ano, Toombs possuía US$ 200 000 em bens imóveis; o valor de seus bens pessoais, principalmente escravos, totalizava US$ 250 000. Um de seus escravos, Garland H. White, escapou pouco antes da Guerra Civil. Ele se tornou soldado e capelão no Exército da União em 1862. Outros escravos foram libertados pelo Exército da União à medida que ocupava áreas da Geórgia. William Gaines e Wesley John Gaines (1840–1912), também ex-escravos de Toombs, ambos se tornaram líderes religiosos.

## De unionista a confederado
Durante as décadas de 1840 e 1850, Toombs lutou para conciliar as políticas nacionais com seus interesses pessoais e seccionais. Em comum com Alexander H. Stephens e Howell Cobb, ele defendeu o Compromisso de 1850 de Henry Clay contra os sulistas que defendiam a secessão da União como a única solução para as tensões seccionais sobre a escravidão, embora durante o debate que levou a esse compromisso ele tenha declarado: "se por sua legislação vocês procuram nos expulsar dos Territórios adquiridos pelo sangue e tesouro comuns do povo, e abolir a escravidão no Distrito, tentando assim fixar uma degradação nacional em metade dos Estados desta confederação, eu sou pela desunião, e se minha coragem física for igual à manutenção de minhas convicções de direito e dever, devotarei tudo o que sou e tudo o que tenho na terra para sua consumação." Ele denunciou a Convenção de Nashville, opôs-se aos secessionistas na Geórgia e ajudou a elaborar a famosa plataforma da Geórgia (1850). Sua posição e a dos unionistas do Sul durante a década de 1850-1860 era pragmática; ele pensava que a secessão era impraticável.
De 1853 a 1861, Toombs serviu no Senado dos Estados Unidos. Ele relutantemente se juntou ao Partido Democrata quando a falta de interesse entre os eleitores em outros estados condenou o Partido da União Constitucional. Toombs favoreceu a Lei Kansas-Nebraska de 1854, a admissão do Kansas como um estado escravista sob a Constituição de Lecompton, e o Projeto de Lei English (1858). No entanto, sua fé na resiliência e eficácia do governo nacional para resolver conflitos seccionais diminuiu à medida que a década de 1850 chegava ao fim.
Toombs estava presente em 22 de maio de 1856, quando o congressista Preston Brooks espancou o senador Charles Sumner com uma bengala no plenário do Senado. Enquanto Brooks surrava Sumner, seus aliados da Câmara Laurence M. Keitt e Henry A. Edmundson impediram testemunhas de ajudar Sumner, com Keitt brandindo uma pistola para mantê-las afastadas. O senador John J. Crittenden tentou intervir e implorou a Brooks que não matasse Sumner. Toombs intercedeu por Crittenden, implorando a Keitt que não atacasse alguém que não era parte da disputa Brooks-Sumner. Mais tarde, Toombs sugeriu que não tinha problemas com Brooks batendo em Sumner e, na verdade, aprovava isso.
Em 24 de junho de 1856, Toombs introduziu o Projeto de Lei Toombs, que propunha uma convenção constitucional no Kansas sob condições que foram reconhecidas por vários líderes anti-escravidão como justas. Isso marcou as maiores concessões feitas por senadores pró-escravidão durante a luta pelo Kansas. Mas o projeto de lei não previa a submissão da proposta de constituição estadual ao voto popular, onde, como a votação sobre a Constituição de Lecompton mostrou, teria sido completamente derrotada. O silêncio sobre este ponto da lei territorial, sob a qual a Constituição de Lecompton do Kansas foi elaborada em 1857, foi o ponto crucial da luta de Lecompton.
Segundo o historiador Jacob S. Clawson, ele era "um político impetuoso cuja mistura de sagacidade ácida, temperamento ardente e tato político despertava todo o espectro de emoções de seus eleitores e colegas... [ele] não conseguia equilibrar sua personalidade volátil com sua habilidade política por outro lado aguçada."
Toombs deplorou o que via como apoio no Norte ao Ataque de John Brown a Harpers Ferry em 1859. "Os milhares de republicanos cegos que aprovam abertamente a traição, o assassinato e o incêndio criminoso de John Brown, não recebem condenação de seu partido por tais atos. ...É inútil, diante dessas injúrias, falar de paz, fraternidade e país comum. Não há paz; não há fraternidade; não há país comum; todos nós sabemos disso." Toombs declarou que o Sul deveria "Nunca permitir que este Governo Federal passe para as mãos traidoras do partido Republicano Negro. ...O inimigo está à sua porta; não espere para encontrá-lo em sua lareira; encontre-o na soleira da porta e expulse-o do Templo da Liberdade, ou derrube seus pilares e envolva-o em uma ruína comum."

## Secessão
Na campanha presidencial de 1860, Toombs apoiou John C. Breckinridge. Após a eleição do republicano Abraham Lincoln, Toombs inicialmente pediu cautela "para testar a disposição republicana de fazer justiça ao Sul". Em 22 de dezembro, Toombs enviou um telegrama para a Geórgia afirmando que "a secessão até 4 de março próximo deve ser trovejada nas urnas pela voz unida da Geórgia". Ele fez um discurso de despedida no Senado dos EUA (7 de janeiro de 1861) no qual disse: "Não queremos igualdade negra, nem cidadania negra; não queremos raça negra para degradar a nossa; e como um só homem [nós] encontraríamos vocês na fronteira com a espada em uma mão e a tocha na outra." Ele retornou à Geórgia e, com o governador Joseph E. Brown, liderou a luta pela secessão contra Stephens e Herschel V. Johnson (1812–1880). Sua influência foi um fator poderoso para induzir os "antigos Whigs" a apoiar a secessão imediata.
Ao contrário das crises de 1850, esses eventos galvanizaram Toombs e energizaram suas ambições de se tornar o presidente da nova nação Confederada.

## Confederação
A seleção de Jefferson Davis como executivo-chefe frustrou as esperanças de Toombs de ocupar o alto cargo da incipiente Confederação. Na Geórgia, esperava-se que o novo presidente fosse um dos delegados da Geórgia. Toombs tinha um sério problema com bebida que preocupava outros delegados, o que levou a não ser selecionado. Toombs não tinha habilidades diplomáticas, mas Davis o escolheu como o Secretário de Estado dos Estados Confederados. Toombs foi o único membro do governo de Davis a expressar dissidência sobre o ataque da Confederação a Fort Sumter.
Depois de ler a carta de Lincoln ao governador da Carolina do Sul, Toombs disse a Davis: 
> "Sr. Presidente, neste momento é suicídio, assassinato, e nos fará perder todos os amigos do Norte. Você irá gratuitamente atacar um ninho de vespas que se estende da montanha ao oceano, e legiões agora quietas enxamearão e nos ferroarão até a morte. É desnecessário; nos coloca no lado errado; é fatal."

### General do exército
Poucos meses após sua nomeação para o gabinete, um Toombs frustrado renunciou para se juntar ao Exército dos Estados Confederados (CSA). Ele foi comissionado como General-brigadeiro em 19 de julho de 1861 e serviu primeiro como comandante de brigada no (Confederado) Exército do Potomac, e depois na divisão de David R. Jones do Exército do Norte da Virgínia. Ele comandou tropas durante a Campanha da Península, Batalha dos Sete Dias, Campanha do Norte da Virgínia e Campanha de Maryland. Ele foi ferido na mão na Batalha de Antietam, onde comandou a defesa da Ponte de Burnside.
Toombs renunciou à sua comissão no CSA em 3 de março de 1863. Ele retornou à Geórgia, onde se tornou coronel do 3º Regimento de Cavalaria da Milícia da Geórgia. Posteriormente, serviu como general-brigadeiro e adjunto e inspetor-geral da divisão do General Gustavus W. Smith da Milícia da Geórgia. Ele criticou fortemente Davis e o governo Confederado, opondo-se ao recrutamento militar e à suspensão do habeas corpus. Jornais advertiram que ele beirava a traição. Na Batalha de Columbus em 1865, Toombs comandou a defesa da ponte superior.
Quando a guerra terminou, Davis foi preso em Irwinville, Geórgia, em 10 de maio de 1865. Em 14 de maio, soldados da União apareceram na casa de Toombs em Washington, Geórgia, e exigiram sua presença. Ele escapou para o Alabama, de lá de barco para Nova Orleans e a vapor para a Europa. Ele chegou a Paris, França, no início de julho de 1865 junto com P.G.T. Beauregard e Julia Colquitt, esposa de outro general confederado. Eles estavam buscando evitar a prisão e julgamento como líderes da Confederação.

## Anos finais
Sua esposa retornou à Geórgia no final de 1866 após a morte de sua última filha sobrevivente, Sallie Toombs DuBose, no Condado de Washington, Geórgia. Ela foi ajudar seu genro viúvo a cuidar de várias crianças pequenas. Toombs sentia falta de sua esposa e retornou à Geórgia em 1867, mas recusou-se a pedir perdão ao presidente. Ele nunca recuperou seu direito de votar ou ocupar cargos políticos durante a era da Reconstrução.
No entanto, Toombs retomou sua lucrativa prática de advocacia, em conexão com seu genro Dudley M. DuBose. Este último foi eleito em 1870 como Representante Democrata dos EUA e serviu um mandato. Toombs gradualmente retomou o poder político na Geórgia. Ele financiou e dominou a convenção constitucional da Geórgia de 1877, no ano em que as tropas federais foram retiradas do Sul. Ele demonstrou a habilidade política e o temperamento que anteriormente lhe haviam rendido uma reputação como um dos líderes mais eficazes da Geórgia. Ele ganhou uma reputação populista por ataques às ferrovias e ao investimento estadual nelas.

## Morte
1883 foi um ano marcado por perdas para Toombs. No início de março, seu genro Dudley M. Dubose teve um derrame e morreu. Seu aliado político de longa data, o ex-vice-presidente confederado e governador da Geórgia, Alexander H. Stephens, também morreu. Em setembro, sua amada esposa Julia faleceu. Depois disso, ele afundou em depressão, alcoolismo e, por fim, ficou cego.
Toombs morreu em 15 de dezembro de 1885. Foi sepultado no Cemitério Resthaven no Condado de Wilkes, Geórgia, com sua esposa, filha e genro. Toombs foi sobrevivido por quatro netos.

## Legado
O Departamento de Recursos Naturais da Geórgia possui a casa e o terreno, e o Condado de Wilkes, Geórgia, opera a Casa de Robert Toombs em Washington. A Geórgia também ergueu um marco histórico em Clarkesville, Condado de Habersham, Geórgia referente à Casa Toombs-Bleckly, que Toombs adquiriu como residência de verão em 1879 e vendeu ao juiz da Suprema Corte da Geórgia Logan E. Bleckley cinco anos depois, embora tenha pegado fogo em 1897.
Estes locais foram nomeados em homenagem a Robert Toombs:
- O Condado de Toombs, Geórgia foi nomeado em homenagem a Robert Toombs.
- O Condado de Wilkin, Minnesota era originalmente o Condado de Toombs.
- O Circuito Judicial de Toombs inclui os tribunais superiores dos Condados de Glascock, Lincoln, McDuffie, Taliaferro, Warren e Wilkes.
- Assim como a cidade georgiana de Toomsboro, embora com a ortografia ligeiramente alterada.
- O Camp Toombs em Toccoa, Geórgia, foi a base de treinamento da Companhia Easy, 506º Regimento Paraquedista durante a Segunda Guerra Mundial e foi nomeado em sua homenagem.
- A Robert Toombs Christian Academy, uma academia segregacionista em Lyons, Geórgia, foi nomeada em sua honra.

Além disso, dois navios a vapor foram nomeados em sua homenagem. O Navio da Liberdade SS Robert Toombs foi lançado em 1943 pela Southeastern Shipbuilding Corporation e serviu durante a Segunda Guerra Mundial e depois, eventualmente sendo vendido como sucata. O transporte de tropas USS General LeRoy Eltinge (AP-154) foi vendido pelo serviço federal à Waterman Steamship Company e reconstruído como um navio de carga geral de escotilha longa em 1968. Renomeado como SS Robert Toombs, ele serviu com a Waterman até ser vendido como sucata em 1980.